# Muniesa
Muniesa es una localidad y municipio de la provincia de Teruel, integrado en la comarca de las Cuencas Mineras, Aragón, España.

## Nombre
Según Miguel Asín Palacios, el nombre de la localidad procede del árabe munia(t) ʿā'iša(t) منية عائشة, que este autor traduce como huerto de [alguien llamado] ʿā'iša(t). L. Corral lo traduce como finca con tierras de 'Aisa.

## Geografía
Muniesa está situada en el norte de la provincia de Teruel, a 101 km de la ciudad de Teruel y a 85 km de Zaragoza ciudad. Está a 782 m s. n. m., y cuenta con una población de 571 habitantes (INE 2021). En los últimos años el preocupante declive demográfico del pueblo (que contaba con 2000 habitantes en la década de 1950) se está invirtiendo debido a la llegada de inmigrantes magrebíes que representan actualmente el 15% de la población.
Lugar y término enclavados en la parte más septentrional de la provincia, al norte del macizo de Montalbán, y separados de la depresión del Ebro por la Sierra de Arcos. Está situado en el interior de una pequeña depresión terciaria, compuesta por niveles de arcillas y conglomerados de tonos anaranjados que constituyen la principal zona de cultivo. Esta depresión está enmarcada por relieves de calizas jurásicas: al norte, el extremo noroccidental de la Sierra de Arcos, y al sur la Sierra de los Moros, ambas correspondientes a sendos anticlinales de núcleo jurásico, que generan morfologías suavizadas debido a aplanamientos erosivos. La depresión de Muniesa está recorrida por el reguero Granjera, que se une al río Aguasvivas ya fuera de la provincia de Teruel.
Los materiales que componen la depresión han favorecido las grandes extensiones de cultivo, que han relegado a los relieves más sobresalientes de la zona la vegetación natural, en su mayor parte un tomillar xerofítico, aunque destaca al norte, sobre los materiales calcáreos de la Sierra de Arcos, un romeral con moteado disperso de coscoja y carrasca. Al sur se conservan pinares de Pinus halepensis.
En este término municipal, en El Gamonar, se localiza un taller de sílex al aire libre datado en el Eneolítico. En él se hallaron elementos macro y microlíticos, con predominio de piezas de reducido tamaño de tradición mesolítica. En San Mateo se sitúa un asentamiento de época romana.
Con un topónimo de raíz hispanoárabe, la historia de Muniesa tras la conquista aragonesa está ligada a la Honor o Común de Huesa, del que fue aldea, hasta que en 1559 se incorporó como sesma a la Comunidad de Daroca.

## Historia
En 1328, Alfonso IV vendió Huesa y sus aldeas a Pedro de Luna, pasando a formar parte de Sesma de la Honor de Huesa en la Comunidad de Aldeas de Daroca, comunidad de aldeas que en 1838 fue disuelta.

## Demografía
Muniesa cuenta con una población de 572 habitantes (INE 2024).
| Gráfica de evolución demográfica de Muniesa entre 1842 y 2021                                                       |
| |
| Población de derecho según los censos de población del INE Población de hecho según los censos de población del INE |

## Economía
La economía del pueblo se basa fundamentalmente en la agricultura y en la ganadería, ya que su principal industria, la fábrica de juguetes «La Ilusión», instalada en 1966 y que exportaba gran cantidad de juguetes a diversos puntos de España, cerró a principios de los 90.

### Cultivos
En Muniesa el cultivo de viñas es importante. Entre las variedades cultivadas destacan la garnacha, tempranillo, y drechero. También se cultivan cereales, olivo, verduras y hortalizas. La explotación de ganado ovino y porcino también es habitual.

### Transporte
Muniesa está conectada por la  A-222  con dos poblaciones cercanas, al norte con Lécera, en la provincia de Zaragoza, y al sur con Cortes de Aragón. Mediante la  A-1401  con Oliete al este y con la  A-2306  con Blesa al oeste.

## Administración y política
| Período   | Alcalde                  | Partido      |  |
| --------- | ------------------------ | ------------ |  |
| 1979-1983 | Ignacio Blasco Sanz      | UCD          |  |
| 1983-1987 |                          |              |  |
| 1987-1991 |                          |              |  |
| 1991-1995 |                          |              |  |
| 1995-1999 |                          |              |  |
| 1999-2003 |                          |              |  |
| 2003-2007 |                          |              |  |
| 2007-2011 |                          |              |  |
| 2011-2015 | José Yus Blasco          | PP de Aragón |  |
| 2015-2016 | Pablo Iranzo Yus         | PP de Aragón |  |
| 2016-     | José Luis Iranzo Morales | PP de Aragón |  |

| Partido político    | Partido político                                   | 2003   | 2007   | 2011   | 2015   |
| Partido político    | Partido político                                   | Ediles | Ediles | Ediles | Ediles |
|                     | Partido Popular de Aragón (PP)                     | 1      | 3      | 4      | 3      |
|                     | Partido de los Socialistas de Aragón (PSOE-Aragón) | 2      | 1      | 1      | 2      |
|                     | Partido Aragonés (PAR)                             | 4      | 3      | 2      | 1      |
|                     | Compromiso con Aragón (CA)                         | —      | —      | —      | 1      |
|                     | Chunta Aragonesista (CHA)                          | 0      | 0      | 0      | 0      |
| Total de concejales | Total de concejales                                | 7      | 7      | 7      | 7      |

## Patrimonio

### Iglesia de Nuestra Señora de la Asunción
Entre los monumentos más significativos de la localidad esta la Iglesia de Nuestra Señora de la Asunción, datada del siglo XVI. La Iglesia Parroquial de Muniesa es una construcción de considerables dimensiones, ocupa 1.198 m², con una altura de 55 m, y la extensión de sus tejados contando la sacristía vieja es de 1400 m² Su gran planta está dividida en tres naves y capillas laterales comunicadas entre sí. Los sistemas de cubrición son variados: bóvedas vaídas, bóvedas de crucería estrellada, de cañón con lunetos, etc. El crucero está cubierto por una gran cúpula sobre pechinas. En el lado de la epístola hay una capilla cubierta con bóveda de crucería estrellada, en la que se ve una inscripción indicando que dicha capilla fue realizada por Antonio Serrano de Nuez, capellán y criado de Felipe II, y que fue concluida en 1593.

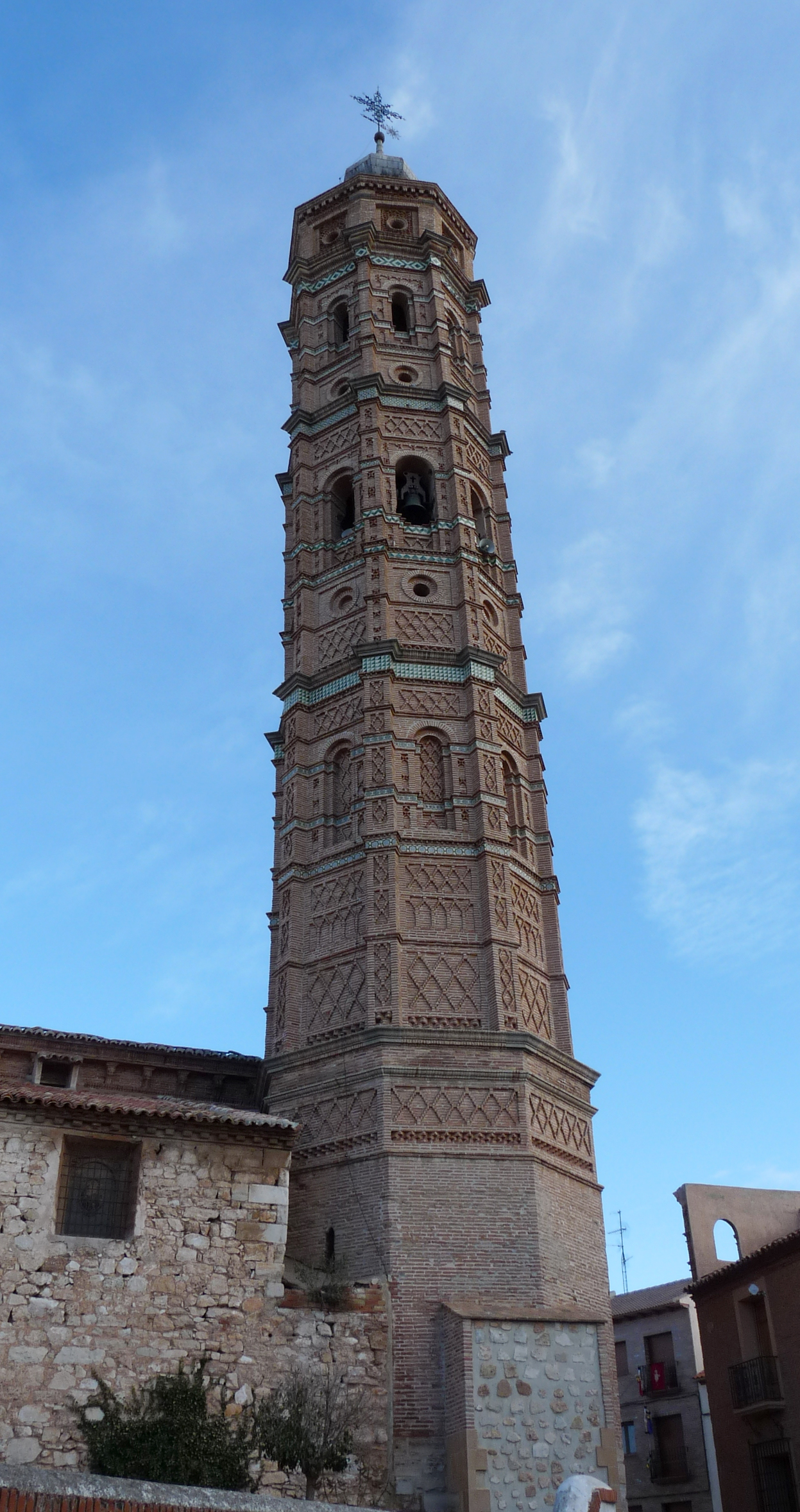
Torre de la iglesia de Nuestra Señora de la Asunción

El interior de esta iglesia fue desmantelado en 1936 y se perdieron obras de indudable valor. Al parecer el templo contuvo varias imágenes de Gregorio Mesa, realizadas a finales del siglo XVII.
En la fachada de los pies se dispone su portada. Está cobijada por un arco ligeramente rebajado y decorada con motivos vegetales. Se estructura en dos cuerpos, el inferior definido por el acceso en arco de medio punto flanqueado por pilastras, y el superior, con una pequeña hornacina coronada por frontón curvo.
A su lado se encuentra la torre mudéjar de Muniesa, la cual se presenta como monumento emblemático del municipio, de 55 metros de altura y de forma octogonal, su torre-campanario. Se trata de una obra mudéjar del siglo XVI, único ejemplar turolense completamente octogonal de ese siglo y uno de los más sobresalientes de la arquitectura mudéjar aragonesa. Para el basamento se utilizó la piedra y para el resto de la torre, ladrillo y azulejos. Se estructura en cinco cuerpos, de los cuales el superior es resultado de una ampliación posterior, quizás del siglo XVIII. Hasta la altura de los vanos del segundo piso posee un machón central hueco, mientras la escalera, que carece de las características bovedillas, se dispone entre este cuerpo poligonal y la torre exterior.
Exteriormente, los pisos están separados por volados entablamentos decorados con bellos azulejos, y sus ángulos están reforzados con pilares. A su vez, en cada cuerpo se distinguen distintas zonas delimitadas por otros entablamentos de menor envergadura y por frisos de azulejería. Los elementos ornamentales son poco variados: ladrillos en esquinillas y rombos, así como azulejería de cartabón y de cuenca o arista. Los vanos están definidos por arcos de medio punto doblados. Gran parte del atractivo de esta torre reside en su gran esbeltez, lograda por el retranqueo de los cuerpos y por los pilares de sus ángulos. Junto con la Iglesia, fue declarada monumento nacional en 1931, y el 14 de diciembre de 2001, dentro del Mudéjar de Aragón, ha fue designada Patrimonio de la Humanidad, por la Unesco.

### Ermita de la Virgen de la Aliaga
A la entrada sur de la población se encuentra la capilla o ermita de la Virgen de la Aliaga, resultado de superponer a un portal una capilla abierta, que parece delimitar el extremo sur de un primer recinto asociado al asentamiento medieval. La capilla superior está cubierta con cúpula sobre pechinas y coronada por una esbelta linterna. Intramuros presenta una bella fachada en ladrillo, en la que se abre un gran vano en arco de medio punto y tres pequeñas hornacinas. La zona de paso está definida por amplios arcos. En 1936 resultó muy dañada y al reconstruirse se decoró su cúpula con pinturas de gusto popular.
Otro posible testimonio del antiguo recinto medieval lo constituye la capilla abierta de Santiago, dispuesta en el tramo oriental de la rambla que atraviesa esta población. El portal está definido por arcos rebajados y en el superior se dispone la característica capilla abierta en arco de medio punto. En el otro extremo de la rambla se crea un gran espacio urbano, en el que se dispone una fuente, un abrevadero y una pequeña ermita, esta última construida en mampostería y con una sola nave. Presenta cubierta a doble vertiente y acceso en arco de medio punto.

### Casa Aranguren

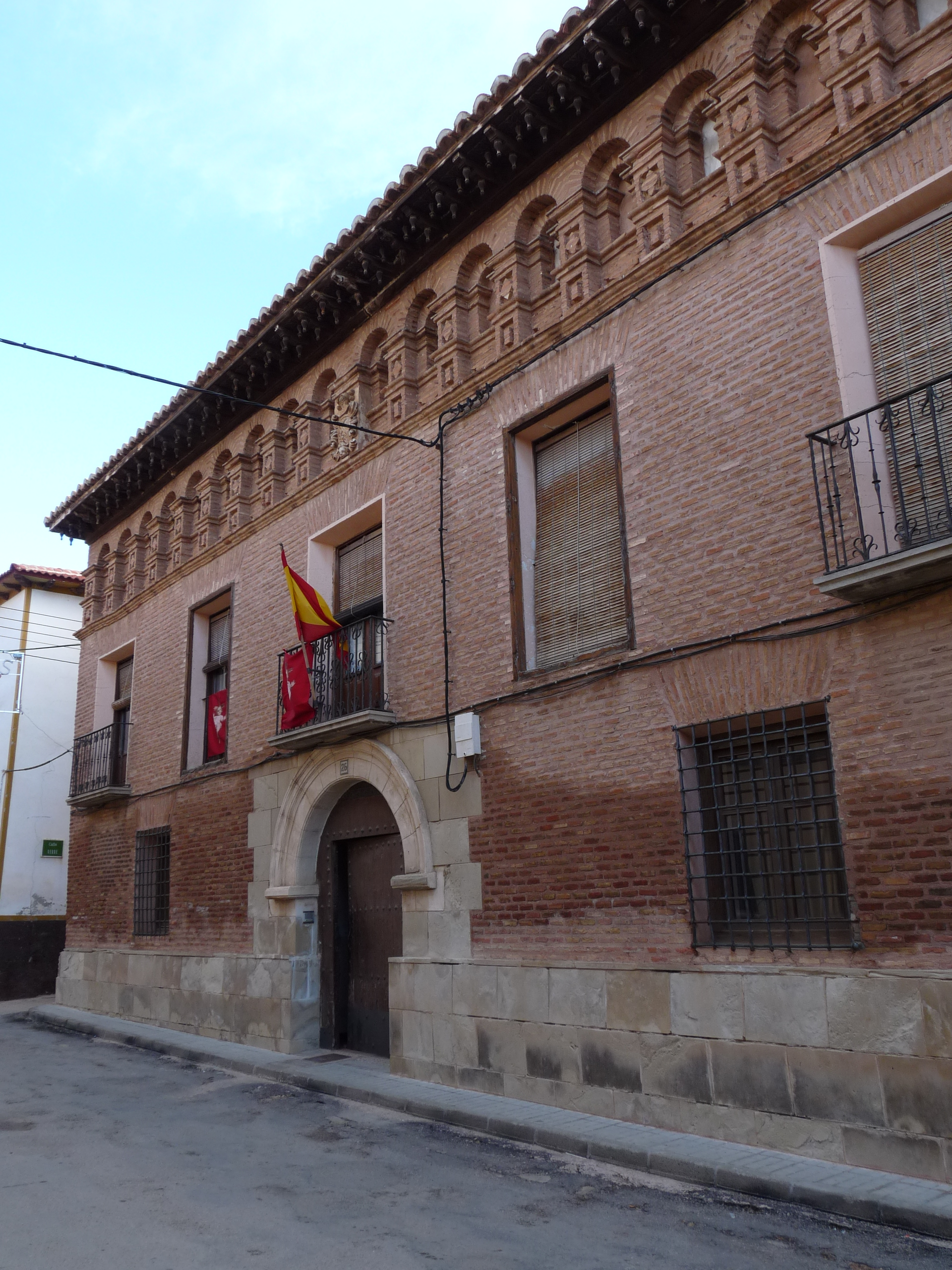
Casa Aranguren

Dentro de su arquitectura civil destaca la casa Aranguren. Esta casa-palacio se construyó en ladrillo y se estructura en tres plantas. En el cuerpo inferior se distingue una gran portada en arco de medio punto y un basamento de sillería. El cuerpo principal presenta grandes vanos adintelados con barandillas de forja. Finalmente, el cuerpo superior presenta la característica galería aragonesa rematada por un gran alero de madera. Este edificio está reproducido en el Pueblo Español de Palma.
En la misma calle y con unas características muy similares se construyó la llamada casa de la Telefónica, característico edificio palacial aragonés construido en ladrillo y estructurado en tres plantas. Presenta bella galería aragonesa y preciosista alero de madera con elementos pinjantes. Otras obras de interés son la casa de la familia Latorre, las antiguas escuelas y varias casas-palacio de la zona central de la población.

### Ermita de Santa Bárbara
En las afueras de la población, en dirección norte, se conserva la ermita de Santa Bárbara, edificio construido en la segunda mitad del siglo XIX (sobre su arco triunfal se ve la fecha de 1853). Está realizado en mampostería y se organiza mediante una sola nave, muy larga y estrecha, cubierta con bóveda de cañón con lunetos. Tiene testero recto y coro alto a los pies. Al exterior se acusan los contrafuertes laterales y el volumen correspondiente a la capilla mayor, de dimensiones menores que el resto. Una sencilla portada en arco de medio punto se abre en el lateral de la epístola. En este mismo lado se eleva su esbelta torre-campanario. Tiene tres cuerpos y está construida en piedra y ladrillo, de sillería el inferior y de ladrillo los dos superiores. Los dos primeros cuerpos son de planta cuadrada y el superior, octogonal. Coronando esta torre se dispuso una gran escultura del Corazón de Jesús.
Cada año el domingo de Pentecostés se acude en romería al santuario de la Virgen de la Aliaga, en el vecino término de Cortes de Aragón, donde se vuelve otra vez el domingo más cercano al 24 de agosto para celebrar el Día del Sitio junto al resto de los pueblos que pertenecen a la cofradía de la Aliaga: Anadón, Blesa, Huesa del Común, Josa, La Hoz de la Vieja, Maicas, Plou, Segura de los Baños y Cortes de Aragón. Esta peregrinación sigue cumpliendo el papel de nexo entre localidades con un pasado histórico común, aunque la motivación original de pedir lluvias que propicien una buena cosecha haya pasado a un segundo plano.

## Cultura

### Personajes ilustres
- Miguel de Molinos, escritor místico y teólogo español, creador del quietismo.
- Santiago Guallar Poza, canónigo y diputado nacional en las Cortes.

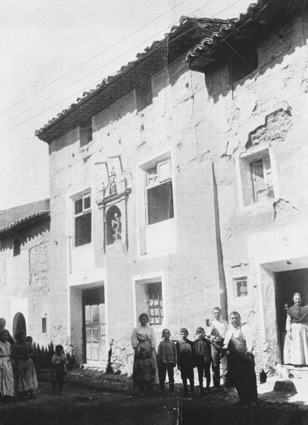
Casa natal de Miguel de Molinos, desaparecida en el.

### Fiestas
Fiestas patronales

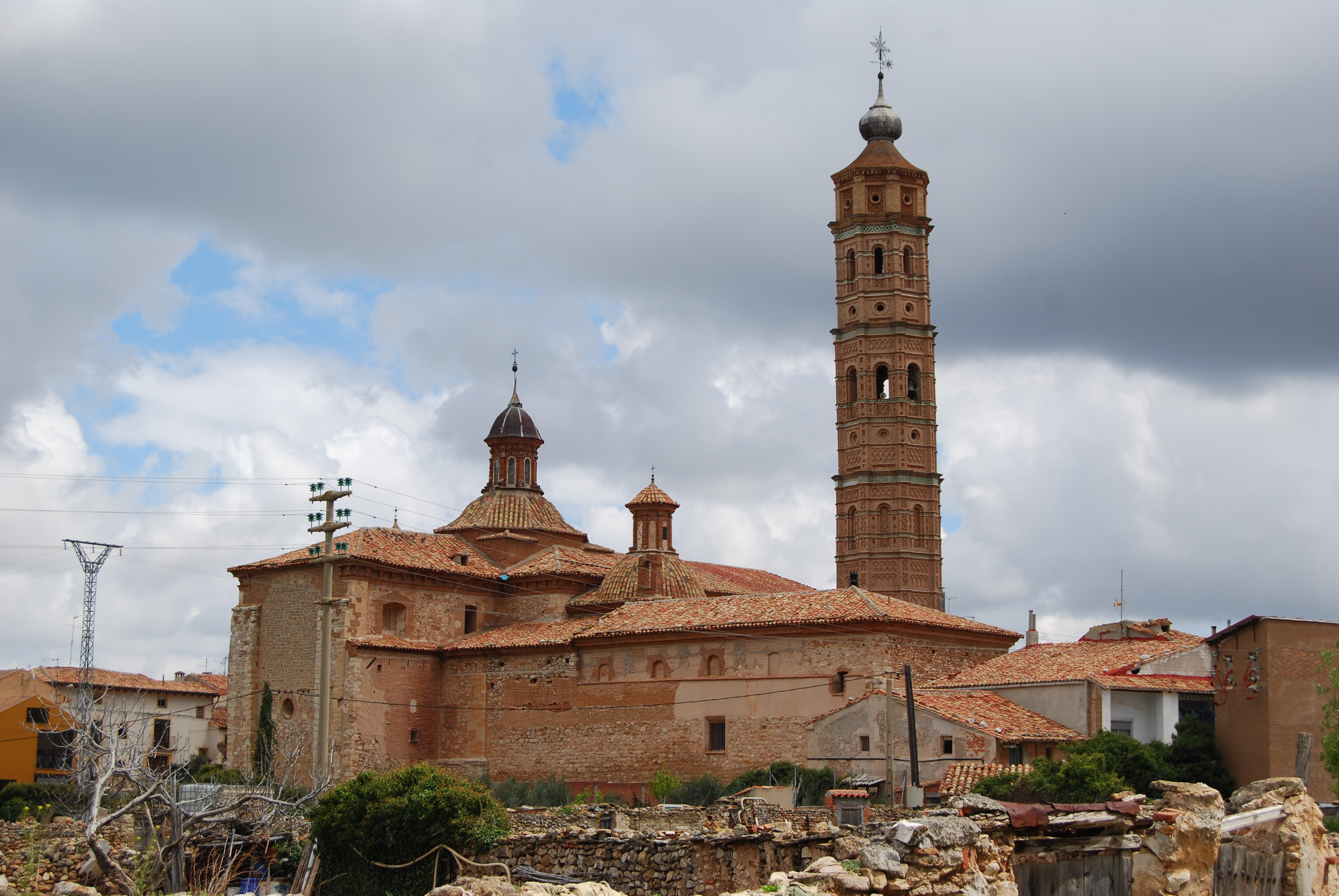
Vista de Muniesa

Se celebran en torno al 10 de agosto en honor al patrón de Muniesa, San Lorenzo, y suelen durar entre cinco y siete días. Sin duda el ambiente lúdico y fiestero se transmite en sus gentes y en el pueblo entero, siendo tradicional el paseo por las peñas del pueblo acompañados por la charanga, el toro de ronda, la comida popular, la revista, las orquestas.
San Isidro Labrador
Al ser un pueblo tradicionalmente de labradores no se puede omitir la festividad celebrada el 15 de mayo en tributo de San Isidro Labrador, en la cual los agricultores piden buenas cosechas al santo.

### Deporte
Muniesa cuenta con un pabellón polideportivo con equipación completa. A su vez en el extremo este del pueblo se encuentra el recinto deportivo dedicado a la natación con tres piscinas, además de tener barra de bar abierta todo el verano. También tiene una cancha de frontenis techada junto al antiguo polideportivo. En el verano del año 2014 se construyó una pista de pádel en las proximidades del nuevo pabellón.
En los últimos años se está celebrando a mediados del mes de mayo el Rallysprint Cuencas Mineras, en el arco de la ermita de la Virgen de la Aliaga se produce la ceremonia de salida y al final del día la entrega de premios en la fuente de los tres chorros con gran participación de los ciudadanos.

## Reconocimientos
En 2016, quedó finalista junto a otras 16 localidades españolas para ser elegido el pueblo más bonito de España. En 2022, logró el título de Mejor Pueblo de Aragón en la tercera edición del programa de Aragón TV Menudo es mi pueblo.